# Alvia

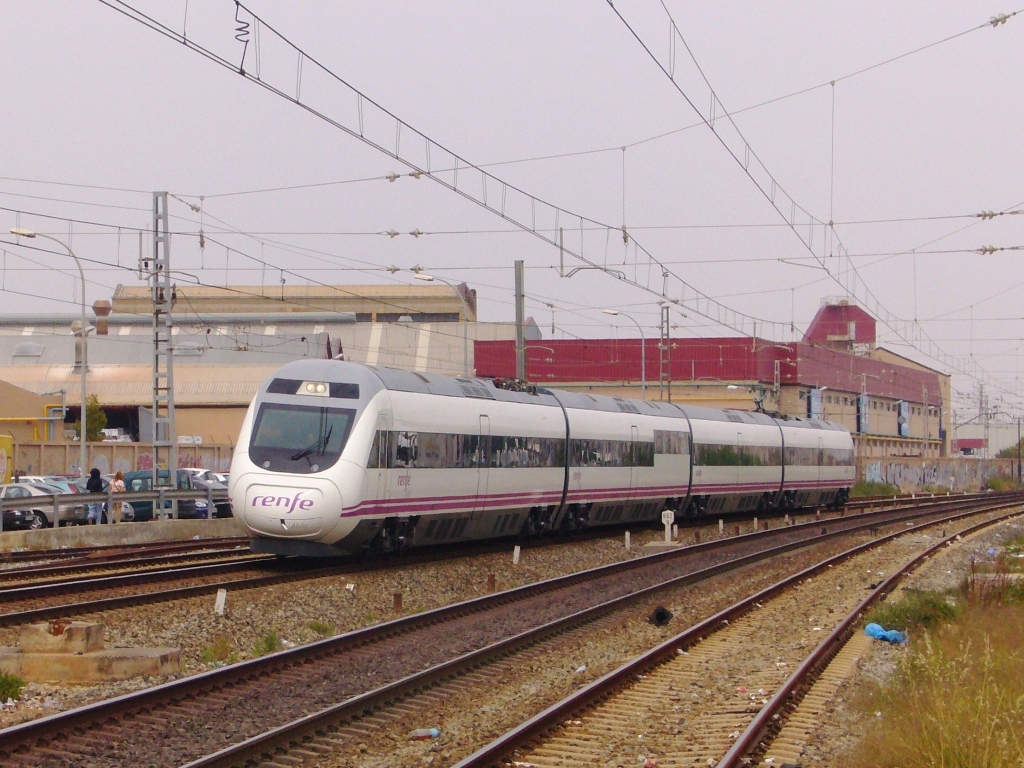
Train Alvia Madrid-Barcelone (S-120)

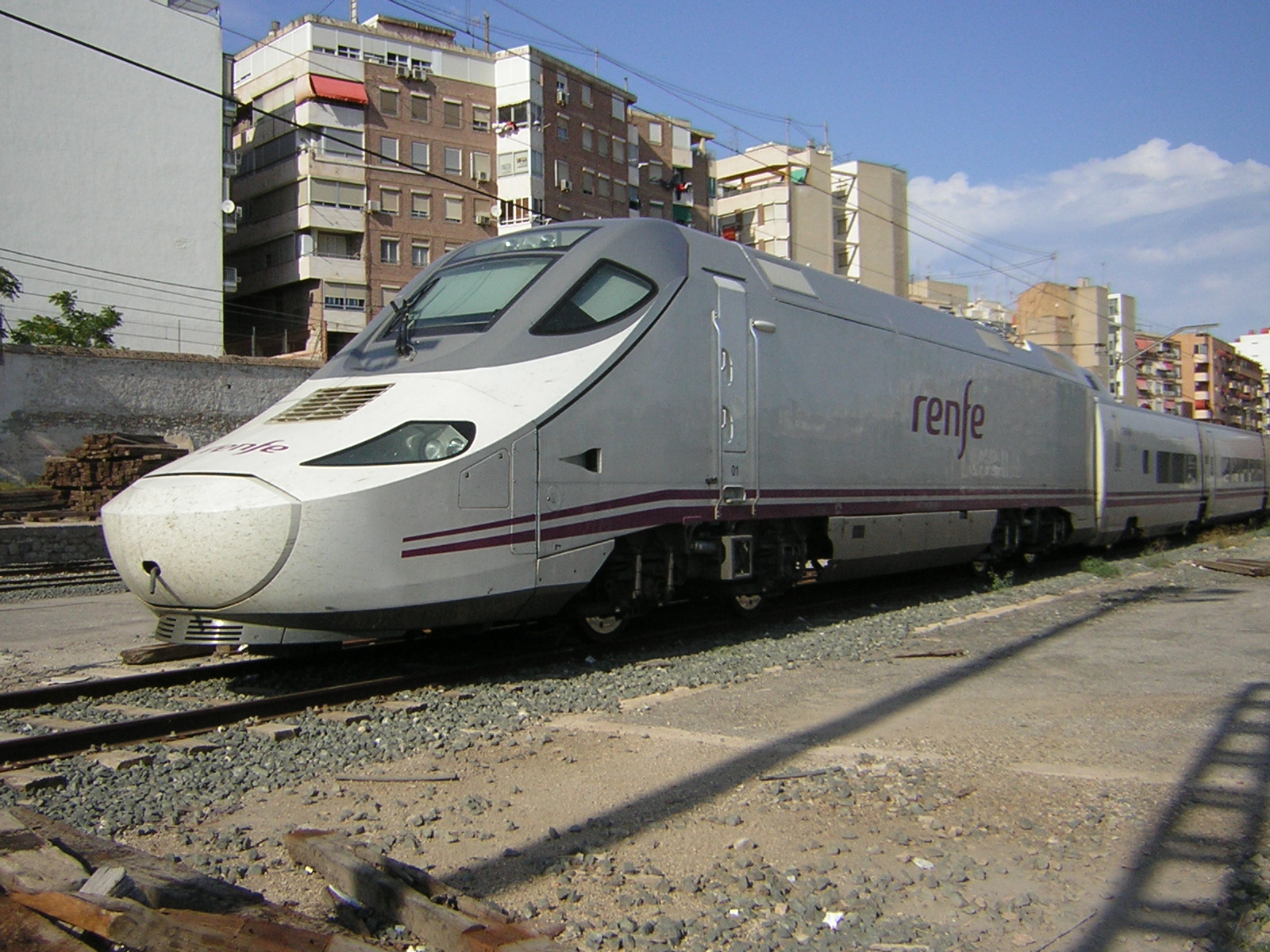
Train Alvia Madrid-Gijón (S-130)

Alvia est le nom commercial d'un service grande vitesse de la Renfe sur les chemins de fer espagnols. On y trouve plusieurs classes dont les classes touristiques et certaines voitures sont adaptées aux personnes à mobilité réduite.
Les Alvia sont donc des trains à grande vitesse qui ont la particularité de pouvoir circuler sur ligne classique à écartement ibérique et sur LGV au standard UIC.
Ils sont assurés par des trains CAF de la série S-120 et Bombardier/Talgo des séries  S-130 et S-730.

## Historique
Les premiers trains à offrir ce service sont ceux de la série S-120 en 2006, lorsque le contournement de Saragosse et Lleida fut ouvert sur la LGV Madrid-Saragosse-Lleida-Roda de Bara. Ceci a permis de remplacer tous les Altaria opérant sur Madrid-Barcelone pour renforcer d'autre services notamment la liaison Madrid-Hendaye.
En automne 2007, la Renfe décida de mettre en service la nouvelle série S-130, qui permit le raccordement aux rames Talgo pour remplacer petit à petit les locomotives de traction 252 ou 269 sur les liaisons entre Alicante, Madrid et Gijón.[réf. nécessaire]
Après la mise en service de la LGV Madrid-Barcelone en février 2008, les Alvia ont été supprimés sur cette liaison et remplacés par les TGV S-102 Patos et S-103 Velaro pour renforcer les liaisons Madrid-Pampelune et Madrid-Hendaye (anciennement couvert par les Altaria).[réf. nécessaire]
Le 24 juillet 2013, un train Alvia déraille aux abords de la gare de Saint-Jacques-de-Compostelle. Cette catastrophe a causé la mort de 78 personnes et a fait plus de 140 blessés.

## Flotte
Les Alvia sont composés de 4 voitures[précision nécessaire] : 
- Alvia circulant sur la LGV Madrid-Barcelone : S-130.
- Alvia circulant sur la LGV Madrid-Segovie-Valladolid : S-130 + rame Talgo-VII allant de 9 à 11 voitures.

## Services
| Destination               | Arrêt intermédiaire                                                                                     | Ligne Empruntée | Matériel |
| ------------------------- | --- | --- | -------- |
| Madrid-Atocha - Pampelune | Guadalaraja-Yebes · Calatayud · Tudela de Navarra · Tafalla                                             | LGV Madrid-Saragosse-Barcelone-Figueres avec une bifurcation à Plasencia de Jalon pour un changement d'écartement en attendant les lignes en projet : LGV Cantabrie-Méditerranéen et LGV Castejon-Pampelune               | S-120    |
| Madrid-Atocha - Logroño   | Guadalaraja-Yebes · Calatayud · Tudela de Navarra · Alfaro · Calahorra                                  | LGV Madrid-Saragosse-Barcelone-Figueres avec une bifurcation à Plasencia de Jalon pour un changement d'écartement en attendant les lignes en projet : LGV Cantabrie-Méditerranéen                                         | S-120    |
| Madrid-Atocha - Hendaye   | Guadalaraja-Yebes · Calatayud · Tudela de Navarra · Pampelune · Zumárraga · Saint Sébastien-Nord · Irún | LGV Madrid-Saragosse-Barcelone-Figueres avec une bifurcation à Plasencia de Jalon pour un changement d'écartement en attendant les lignes en projet : LGV Cantabrie-Méditerranéen, LGV Castejon-Pampelune et LGV Y Basque | S-120    |

| Destination                        | Arrêt intermédiaire | Ligne Empruntée | Matériel |
| ---------------------------------- | --- | --- | -------- |
| Madrid-Chamartin - Gijón-Cercanias | Segovie-Guiomar · Valladolid-Campo Grande · Palencia · Sahagún · Leon · Pola de Lena · Mieres-Puente · Oviedo             | LGV Madrid-Segovie-Valladolid et ligne classique en attendant les lignes en construction : LGV Madrid-Asturies                                                                       | S-130    |
| Madrid-Chamartin - Santander       | Segovie-Guiomar · Valladolid-Campo Grande · Palencia · Aguilar de Campóo · Reinosa · Torrelavega                          | LGV Madrid-Segovie-Valladolid et ligne classique en attendant la ligne en construction : LGV Madrid-Cantabrie                                                                        | S-130    |
| Madrid-Chamartin - Bilbao-Abando   | Segovie-Guiomar · Valladolid-Campo Grande · Burgos Rosa Manzano                                                           | LGV Madrid-Segovie-Valladolid et ligne classique en attendant les lignes en construction : LGV Valladolid-Burgos-Vitoria et la LGV Y Basque                                          | S-120    |
| Madrid-Chamartin - Hendaye         | Segovie-Guiomar · Valladolid-Campo Grande · Burgos Rosa Manzano · Miranda de Ebro · Vitoria · Saint Sébastien-Nord · Irún | LGV Madrid-Segovie-Valladolid et ligne classique en attendant les lignes en construction : LGV Valladolid-Burgos-Vitoria, LGV Y Basque et la LGV Saint Sébastien-Frontière Française | S-120    |
| Madrid-Chamartin - Leon            | Segovie-Guiomar · Valladolid-Campo Grande · Palencia                                                                      | LGV Madrid-Segovie-Valladolid et ligne classique en attendant la ligne en construction : LGV Madrid-Asturies                                                                         | S-130    |

| Destination                     | Arrêt intermédiaire | Ligne Empruntée | Matériel |
| ------------------------------- | --- | --- | -------- |
| Barcelone-Sants - Vigo-Urzaiz   | Camp de Tarragone · Lleida-Pirineus · Saragosse-Delicias · Tudela de Navarra · Castejón de Ebro · Tafalla · Pampelune · Vitoria · Miranda de Ebro · Burgos Rosa Manzano · Palencia · Sahagún · Leon · Astorga · Bembibre · Ponferrada · O Barco de Valdeorras · A Rúa-Petín · San Clodio-Quiroga · Monforte de Lemos · Orense Empalme · Redondela de Galicia | LGV Madrid-Saragosse-Barcelone-Figueres avec un changement d'écartement en attendant les lignes en projet : LGV Cantabrie-Méditerranéen et LGV Valladolid-Burgos-Vitoria et la LGV SubCantabrie                                      | S-120    |
| Barcelone-Sants - Irún          | Camp de Tarragone · Lleida-Pirineus · Saragosse-Delicias · Tudela de Navarra · Castejón de Ebro · Tafalla · Pampelune · Saint Sébastien Nord | LGV Madrid-Saragosse-Barcelone-Figueres avec un changement d'écartement en attendant les lignes en projet : LGV Cantabrie-Méditerranéen et LGV Valladolid-Burgos-Vitoria, LGV Y Basque et la LGV Saint Sébastien-Frontière Française | S-120    |
| Barcelone-Sants - Bilbao-Abando | Camp de Tarragone · Lleida-Pirineus · Saragosse-Delicias · · Logroño · Miranda de Ebro | LGV Madrid-Saragosse-Barcelone-Figueres avec un changement d'écartement en attendant les lignes en projet : LGV Cantabrie-Méditerranéen et LGV Valladolid-Burgos-Vitoria et la LGV Y Basque                                          | S-120    |

| Destination                         | Arrêt intermédiaire | Ligne Empruntée | Matériel |
| ----------------------------------- | --- | --- | -------- |
| Gijón-Cercanias - Alicante Terminal | Gijón-Jovellanos · Oviedo · Pola de Lena · Mieres-Puente · Leon · Palencia · Valladolid-Campo Grande · Segovia-Guiomar · Madrid-Chamartín · Madrid-Atocha · Alcàzar de San Juan · Albacete · Almansa · Villena · Elda-Petrer | LGV Madrid-Segovie-Valladolid et ligne classique en attendant la fin de la construction des LGV Madrid-Asturies et LGV Levante  | S-130    |
| Santander - Alicante Terminal       | Torrelavega · Reinosa · Aguilar de Campoo · Palencia · Valladolid-Campo Grande · Segovia-Guiomar · Madrid-Chamartín · Madrid-Atocha · Alcàzar de San Juan · Albacete · Almansa · Villena · Elda-Petrer                       | LGV Madrid-Segovie-Valladolid et ligne classique en attendant la fin de la construction des LGV Madrid-Cantabrie et LGV Levante | S-130    |